# El cerebro de Donovan
El cerebro de Donovan (Donovan's brain) es una película de 1953, protagonizada por Lew Ayres, Gene Evans y por la que sería primera dama de los Estados Unidos Nancy Reagan (en aquel entonces Nancy Davis). La película está basada en la novela homónima de Curt Siodmak en 1942.  

## Trama
El doctor Patrick J. Cory (Lew Ayres), casado con Janice (Nancy Davis), defiende al médico local Frank Schratt (Gene Evans) frente a sus errores médicos debido al alcohol. Cory, que se dedica a mantener cerebros de monos con vida fuera del cuerpo, se interesa por un grave accidente de aviación que acaece en las proximidades de su casa. El único superviviente del accidente, el millonario Warren H. Donovan, es trasladado por ambos doctores a la casa de Cory para someterlo a una intervención de urgencia, pero fallece durante el proceso. Cory decide extraer el cerebro del fallecido y probar su método de suspensión artificial. Esta vez el experimento resulta un éxito y el cerebro de Donovan sigue con vida pero, poco a poco, Cory va percibiendo como su voluntad va mermando por la influencia de Donovan. Finalmente sucumbe y cede a realizar cada uno de los propósitos de Donovan en su mayoría crueles y despiadados, como era su carácter cuando estaba con vida. El doctor llega a intentar el suicidio con tal de librarse de la nefasta influencia, hasta desembocar en un ingenioso final.

## Otras observaciones
- La película es parodiada por Steve Martin en The Man With Two Brains (1983) de Carl Reiner.
- La fotografía fue tomada durante el rodaje de la película en 1953, cuando los actores llevaban poco tiempo casados.